# 明隧道
明隧道（open-cut tunnel），又稱明挖隧道或敞開式隧道，這種隧道的外觀類似注音符號ㄇ字形隧道，隧道頂則是猶如遮雨棚，讓石頭自然從崖壁上滾落或堆積，一邊緊附山壁，另一邊則是懸崖以柱子支撐，能透光，故稱為「明隧道」。

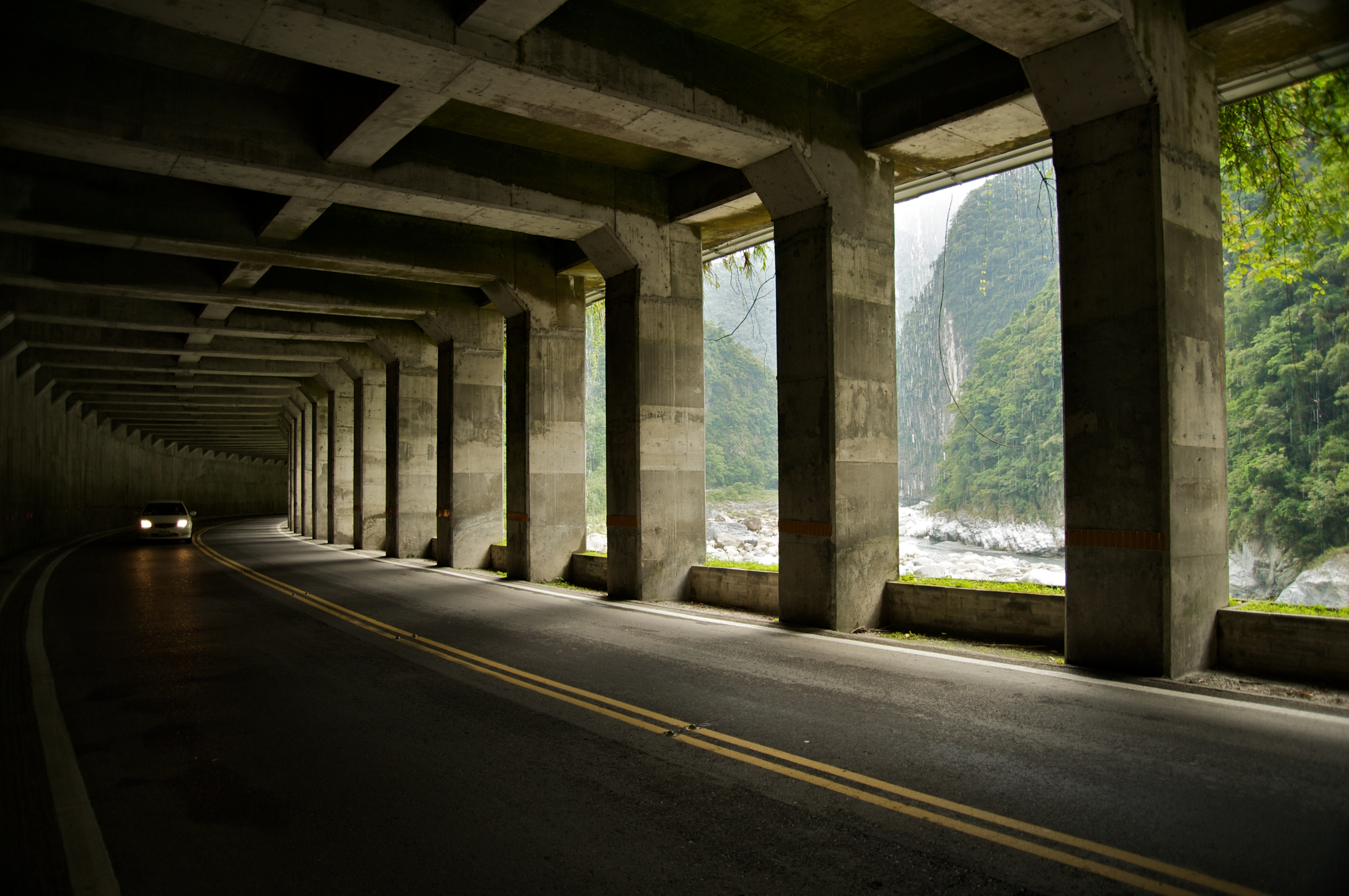
台8線中橫公路上的明隧道

## 簡介

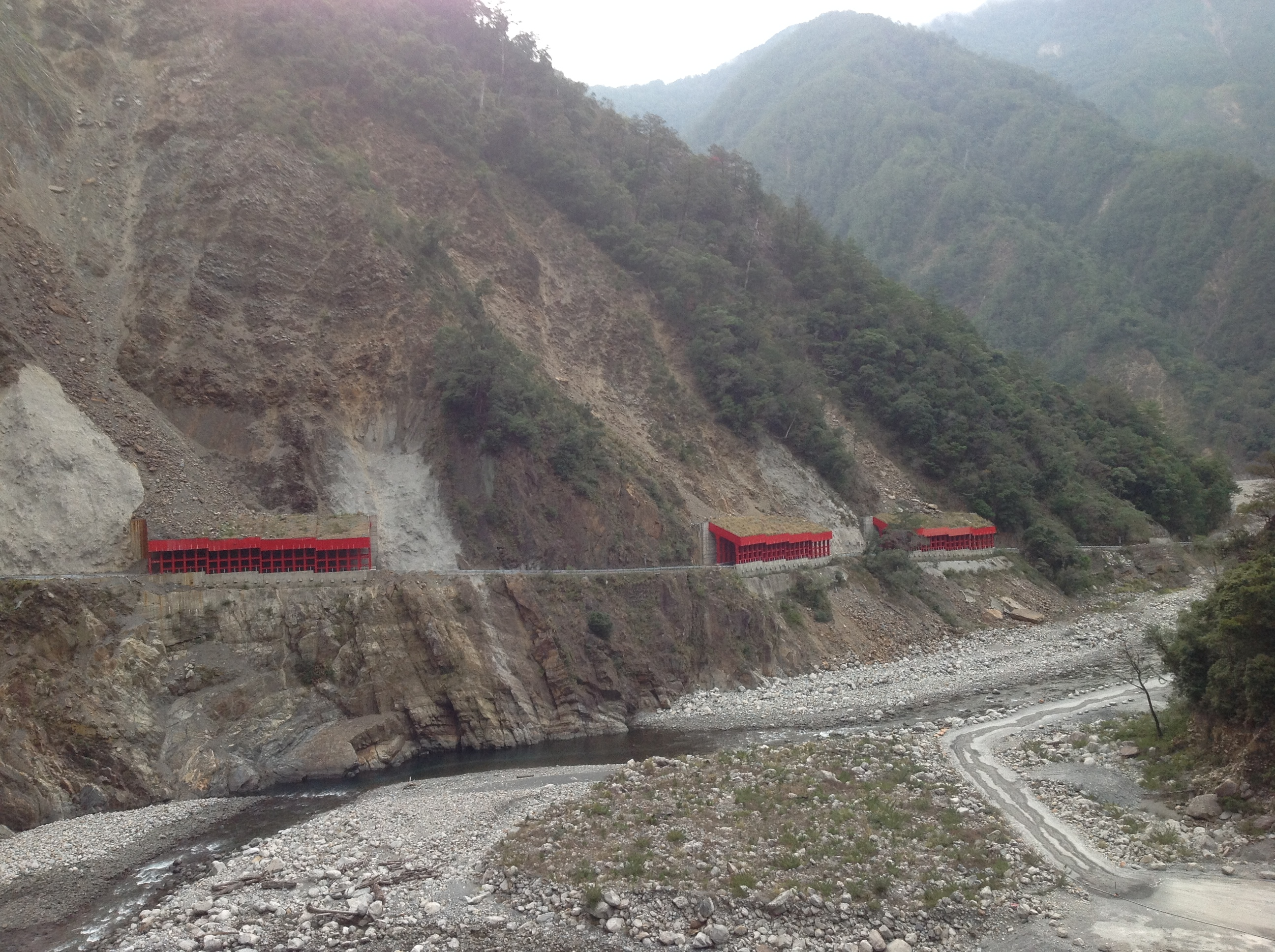
台8甲線(臨37線道)沿途的明隧道

這種隧道常常出現在懸崖旁的山路，一邊是山壁，而一邊卻是由數十根鋼筋混凝土柱支撐，而且有透光，並非全以混凝土牆封閉。所以，興建明隧道的地點，通常都是大崩壁，無法整治的邊坡，多半只能以此種方法因應隨時可能從山坡上坍塌下來的土石。防範這些山崖上方的落石砸到道路表面，造成路基損壞，以致交通中斷，類似像遮雨棚的道理一樣，讓崖頂或邊坡的落石經由這種遮雨棚的斜坡滾落至崖底或河谷。簡單說，如果一條貼近懸崖壁旁的道路，若直接開挖的話，邊坡有滑動崩落的可能時，那該路段就有需要做成明隧道。

## 工法

### 傳統式工法
傳統式明隧道以鋼筋水泥為主體結構且屋頂斜度小，上方掉落的土石多堆積在明隧道屋頂，土石堆積量超過負荷時，往往會損壞明隧道的結構。例如：2008年辛樂克颱風釀災的南投縣信義鄉「豐丘」明隧道就是典型的例子。

### 鋼構式工法
鋼構式工法施作的速度及效率較傳統的鋼筋混凝土工法提高許多，此外，並將明隧道屋頂斜度大幅增加，而整座明隧道採用鋼骨結構，有效提昇明隧道的結構強度和負荷能力，並在具有遮雨棚效果的隧道頂上鋪設許多廢棄輪胎再鋪上鋼板，使隧道頂具有彈性的緩衝層並配合斜頂的加大，將坍落擊中隧道頂的岩塊彈落至山谷或海崖底部，降低頂部所遭受到的直接衝擊而受損。因此，改採鋼構明隧道的新工法，不只興建進度快，且隧道頂部採斜式，上置廢輪胎，可減緩滾落土石對隧道的衝擊，對過往車輛與隧道本身結構，都較以往安全許多。例如：在省道台8線新完成的洛韶路段明隧道就是一個成功的範例。

## 另見
- 隧道
- 假隧道